# Sky Sports
Sky Sports ist der Name mehrerer Sport-Fernsehsender im Vereinigten Königreich und Irland, die vom Pay-TV-Anbieter Sky plc ausgestrahlt werden.

## Hintergrund
Der im März 1990 in Großbritannien erstmals ausgestrahlte Sender begann zunächst mit der Ausstrahlung von Rugby und Golf, ehe im Sommer mit dem Erwerb der entsprechenden Rechte Spiele der deutschen Bundesliga und der italienischen Serie A ins Programm kamen. Nach der Gründung der Premier League zur Spielzeit 1992/93 stach der Sender die Konkurrenten BBC und ITV aus und entwickelte sich zu einem der bedeutendsten privaten Sportsender.
In den 1990er Jahren etablierten sich neben dem Stammsender weitere Ableger unter den Namen Sky Sports 2, Sky Sports 3, Sky Sports Extra und Sky Sports Gold. Parallel weitete man die Übertragungsrechte auf weitere europäische Fußballligen und -wettbewerbe sowie andere Sportarten aus. 2006 begann der Sender die Ausstrahlung im HD-Format.
2007 drängte mit dem irischen Pay-TV-Anbieter Setanta Sports ein Konkurrent auf den Markt, der das Monopol von Sky Sports bei der Übertragung der Premier League durchbrach und in den Verhandlungen mit der Liga eine Aufsplittung der Senderechte durchsetzte. In der Folge verlor Sky Sports Marktanteile, blieb jedoch Marktführer.